# Дифракційно часовий метод
 Дифракційно — часовий метод (англ. Time of flight diffraction method, TOFD method) — метод відображення, що використовує роздільні випромінюючий і приймаючий перетворювачі, і заснований на прийомі та аналізі часу поширення хвиль, дифрагованих на несуцільності.

## Переваги методу
TOFD метод має ряд переваг в порівнянні з іншими ультразвуковими методами:

- базується на виявленні прийнятих дифракційних сигналів, а не відображених донних сигналів;
- є методикою виявлення дефектів з можливістю визначення їх геометричних розмірів;
- є амплітудно нечутливим, що підвищує його точність у порівнянні з іншими методами; 
- мало залежить від орієнтації дефекту щодо кута сканування;
- визначає плоскі дефекти або тріщини незалежно від того, як вони розташовані до поверхні сканування;
- використовує тільки поздовжні хвилі.

Метод TOFD забезпечує:

- контроль всього обсягу шва за один цикл сканування;
- контроль різних типорозмірів зварних з’єднань;
- визначення розмірів дефектів без урахування амплітуд дифрагованих сигналів;
- висока чутливість до всіх видів дефектів незалежно від їх орієнтації.

## Методика контролю
Суть методу - прийом дифракційних сигналів від країв дефектів, які при проходженні через них УЗ хвилі стають вторинними випромінювачами. Це дозволяє достатньо точно визначити координати несуцільності, а також її тип. Метод TOFD реалізується за допомогою двох датчиків, що працюють в
роздільному режимі.

## Застосування
TOFD застосуємо для контролю стикових зварних з'єднань, отриманих при зварюванні плавленням металів товщиною від 6 до 300 мм, простих геометричних об'єктів у вигляді пластин, труб та судин виготовлених з низьколегованої вуглецевої сталі. Застосування TOFD, як самостійного методу контролю, не викликає особливих проблем. TOFD прекрасно зарекомендував себе при контролі зварних з'єднань трубопроводів, особливо в сукупності з фазованими градками. Контроль може виконуватися як із застосуванням ручних сканерів, так і в складі автоматизованих систем.